# Парнас, Майя Ивановна
Майя Ивановна Парнас (род. 15 мая 1974, Тирасполь, Молдавская ССР, СССР) — приднестровский экономист, юрист и государственный деятель. Первый заместитель Председателя Правительства Приднестровской Молдавской Республики с 28 ноября 2013 по 29 декабря 2015. Временно исполняющая обязанности Председателя Правительства Приднестровской Молдавской Республики с 2 по 23 декабря 2015. Руководитель Администрации Президента Приднестровской Молдавской Республики с 28 сентября по 17 декабря 2016 (и. о. 1 декабря 2011 — 29 марта 2012, 23 декабря 2015 — 28 сентября 2016).
Заслуженный экономист Приднестровской Молдавской Республики.

## Биография
Родилась 15 мая 1974 в городе Тирасполь Молдавской ССР, в семье служащих.

### Образование
- Окончила среднюю школу в Тирасполе.
- В 1997 окончила юридический факультет Приднестровского государственного университета имени Т. Г. Шевченко по специальности «юриспруденция».
- С 2004 по 2009 обучалась на экономическом факультете в Московской академии предпринимательства и права (филиал в Тирасполе).

## Государственная деятельность

### Работа в Аппарате Верховного совета
С 2003 по 2012 работала в Верховном совете ПМР на разных должностях: прошла путь от главного специалиста до Руководителя Аппарата Верховного Совета ПМР, последовательно занимала должности:
- главного специалиста управления комитета Верховного Совета по экономической политике, бюджету и финансам
- начальника отдела в управлении комитета Верховного Совета по экономической политике, бюджету и финансам
- начальника управления комитета Верховного Совета по экономической политике, бюджету и финансам
- заместителя Руководителя Аппарата Верховного Совета
- Руководителя Аппарата Верховного Совета ПМР.

Именно в этот период времени вошла в состав команды Евгения Шевчука, на тот момент являвшегося Председателем Верховного совета ПМР. В период предвыборной гонки являлась руководителем избирательного штаба Шевчука.

### В Администрации Президента
После победы Евгения Шевчука на выборах Президента ПМР 2011 года, с 30 декабря 2011 по 29 марта 2012 занимала должность полномочного представителя Президента ПМР в Верховном мовете ПМР. Одновременно исполняла обязанности Руководителя Администрации Президента ПМР. По мнению парламентариев отличилась принципиальным и жёстким подходом к представительству интересов главы государства в приднестровском парламенте.

### В руководстве Правительства
29 марта 2012 указом Президента ПМР была назначена на должность заместителя Председателя Правительства ПМР по вопросам экономического развития и финансов — Министра экономического развития ПМР, с освобождением от прежней должности. В её задачи входила координация деятельности важнейшего административного блока — экономического (Министерство финансов ПМР и Министерство экономического развития ПМР).
28 ноября 2013 была назначена на должность первого заместителя Председателя Правительства Приднестровской Молдавской Республики и в этот же день была освобождена от ранее занимаемой должности заместителя Председателя Правительства ПМР по вопросам экономического развития и финансов — Министра экономического развития ПМР.
С 2 по 23 декабря 2015 — временно исполняющий обязанности Председателя Правительства Приднестровской Молдавской Республики (Правительство Майи Парнас).
29 декабря 2015 указом Президента ПМР № 447 «О некоторых кадровых назначениях» была освобождена от должности первого заместителя Председателя Правительства Приднестровской Молдавской Республики. Освобождение Майи Парнас от занимаемой ключевой должности в Правительстве Приднестровья объясняется приднестровскими экспертами как «чистка» руководящих кадров пришедшим на пост премьера Павлом Прокудиным и формирование им своей личной команды.

### Руководитель Администрации Президента
30 декабря 2015 указом Президента ПМР № 454 «О назначении исполняющим обязанности Руководителя Администрации Президента Приднестровской Молдавской Республики» была назначена исполняющей обязанности Руководителя Администрации Президента Приднестровской Молдавской Республики.
28 сентября 2016 указом Президента ПМР № 399 была назначена на должность Руководителя Администрации Президента Приднестровской Молдавской Республики.
17 декабря 2016 освобождена от занимаемой должности новым президентом ПМР Вадимом Красносельским.

### Уголовное преследование
В мае 2019 года, вместе с другими членами команды президента Шевчука, судом ПМР приговорена к 8 годам лишения свободы «за превышение должностных полномочий и причинение тяжких для страны последствий». Суд проходил заочно, поскольку обвиняемые к тому времени покинули территорию ПМР.

## Семья
Есть дочь. 

## Награды
- Орден «Трудовая слава»
- Медаль «20 лет Приднестровской Молдавской Республике»
- Заслуженный экономист Приднестровской Молдавской Республики
- Грамота Верховного Совета Приднестровской Молдавской Республики
- Грамота Президента Приднестровской Молдавской Республики